# 4163 Сааремаа
4163 Сааремаа (4163 Saaremaa) — астероїд головного поясу, відкритий 19 квітня 1941 року.
Тіссеранів параметр щодо Юпітера — 3,216.